# Artsevi (Eredvi)
Artsevi (en georgiano: არცევი) o Artseu (en osetio: Арцеу) es un pueblo que pertenece a la parcialmente reconocida República de Osetia del Sur, parte del distrito de Tsjinval, aunque de iure pertenece al municipio de Eredvi de la región de Iberia Interior de Georgia.

## Geografía
Artsevi se encuentra a orillas del río Artsevi, a 18 kilómetros de Tsjinvali. 

## Historia
Artsevi formó parte del ducado de Ksani desde el siglo XIV. 
Tras la guerra de Osetia del Sur de 1991-1992, la frontera en el pueblo pasa justo por los patios: 80 casas están en el lado osetio, 20 en el lado georgiano. Desde 2006, forma parte del municipio de Eredvi y después de la guerra ruso-georgiana en agosto de 2008, la aldea completa pasó a estar bajo el control de la República de Osetia del Sur.

## Demografía
La evolución demográfica de Artsevi entre 1916 y 2015 fue la siguiente:
| 345                                                      | 242 | 393 | 505 | 611 | 564 | 482 | 466 | 150 |
| (Fuente: Population of South Ossetia since Soviet times) |     |     |     |     |     |     |     |     |

Según el censo soviético de 1959, la mayoría de la población local eran osetios. En los distintos censos, la composición étnica del pueblo era la siguiente:
|              | 1916      | 1916       |
| Grupo étnico | Población | Porcentaje |
| ------------ | --------- | ---------- |
| Georgianos   | 112       | 32%        |
| Osetios      | 233       | 68%        |
| Total        | 345       | 100%       |

## Infraestructura

### Arquitectura, monumentos y lugares de interés
Entre los monumentos arquitectónicos destacan la iglesia de la Virgen María, las ruinas de la antigua iglesia de Artsevi y la nueva iglesia de Artsevi.